# 郑亨日
郑亨日（韓語：정형일，1966年—），吉林长白人，朝鲜族，中华人民共和国政治人物、第十二届全国人民代表大会吉林地区代表。
毕业于新加坡南洋理工大学管理经济学专业，加入中国共产党。2013年，被选为全国人大代表。